# Sante Creara
Sante Creara (o Sante (Santo) Giovanni Creara (Crearo) De Fochegioli; Verona, 1571 circa – 28 giugno 1630) è stato un pittore italiano.
Esponenente tardo manierista del panorama artistico veronese a cavallo tra il '500 e il '600, il Creara ebbe un'evoluzione stilistica, ricostruita principalmente con le scoperte archivistiche del Rognini, che può sostanzialmente essere suddivisa in due momenti : il primo, spontaneo e cromaticamente acceso, che copre il periodo tra il 1595 e il 1612; e un secondo, fortemente influenzato dalla sua estromissione nel 1612 dalla Confraternita dei SS. Siro e Libera , caratterizzato da una certa stanchezza e ripetitività.

## Biografia
Sante Creara nasce a Verona nella contrada di San Giovanni in Valle, primogenito di Caterina Antegnati e del "beretàr" (commerciante di cappelli) Giovanni Battista. Battezzato il 18 novembre 1571, ha per padrino un pittore della stessa contrada, Orlando Flacco, ritrattista apprezzato dalla nobiltà cittadina e probabile suo primo maestro. Alla morte del Flacco (tra il 1591 e il 1593), il Creara entra nella bottega del Brusasorzi ma una volta autonomo, a differenza di altri allievi (come il Bassetti e l'Ottino, in seguito protagonisti della scena veronese) formatisi nella fucina del maestro per poi acquisire significative esperienze nella Roma del Caravaggio, preferirà la tranquillità della città scaligera relegandosi in tal modo ad un ruolo di pittore conservatore e poco incline al rinnovamento.
Con il Brusasorzi, che sembra così dimostrare una predilezione nei suoi confronti, è a Firenze nel 1597 "a far copia di molti ritratti nella galleria ducale", e dello stesso anno è anche la prima opera documentata, un San Giacinto risana l'inferma per San Giovanni in Piacenza: già in questa tela è evidente la scelta tardo manierista che accompagnerà il Creara per tutta la carriera, lontana dalle espressioni che invece i suoi ex compagni di bottega avrebbero maturato con i soggiorni romani. Dello stesso periodo sono una Vergine in atto di adorare il Bambino e Santi nella Chiesa di San fermo Maggiore e un Martirio di S. Caterina nel quale si manifesta il cromatismo ereditato dal maestro. É quasi certamente del primo decennio del '600 la commissione più impegnativa, il grande dipinto per la Loggia del Consiglio cittadino, la  Consegna delle chiavi di Verona a Gabriele Emo, Provveditore Generale della Serenissima, nel quale è possibile rilevare influenze del manierismo toscano probabilmente assorbite durante il soggiorno fiorentino. Di interesse per la felice composizione è senz'altro anche la SS. Trinità (1607) nella Chiesa dei SS. Apostoli (una delle poche firmate e l'unica datata), in origine commissionata al Brusasorzi ma dallo stesso mai iniziata per sopraggiunta morte.
Pochi anni più tardi, nel 1612, avviene un fatto destinato a mutare bruscamente la sua vita e, conseguentemente, anche la sua pittura: poco dopo essere stato eletto nel Direttivo della Fraglia dei SS. Siro e Libera, viene espulso per inosservanza dei doveri legati alla sua carica e "per aver manchado molte Comunioni". Il severo provvedimento lo colpisce psicologicamente ma soprattutto economicamente, poiché appartenere alla Confraternita favoriva i contatti con l'ambiente del clero, della nobiltà e della borghesia cittadina, quindi i committenti primi. La conseguenza è un allontanamento dalla città con commissioni di provincia più modeste: emblematiche di questo periodo possono essere ricordate una Annunciazione (oggi a San Vittore di Colognola ai Colli, in deposito dal Museo di Castelvecchio) e diverse versioni della Vergine del Rosario per le chiese di Ca' di David, Zevio e Marcellise, opere in cui si manifesta una propensione per i toni scuri e "una certa rigidezza dei panneggi che lo allontanano dal periodo giovanile".
Amico sincero del più famoso concittadino Pasquale Ottino sin dai tempi nella bottega del Brusasorzi, nel quale trovò sostegno morale ed economico dopo l'esilio del 1612, fu a lui unito anche nella morte assieme all'altro compagno Bassetti. Tutti e tre contagiati dalla peste del 1630, si spensero a distanza di pochi mesi gli uni dagli altri: il Creara spirò il 28 giugno 1630.